# Jesús del Nero
Jesús del Nero Montes (Chinchón, 16 maart 1982) is een Spaans voormalig mountainbiker en wegwielrenner.

## Overwinningen
2005
6e etappe Ronde van de Toekomst

## Resultaten in voornaamste wedstrijden
| Jaar | Ronde van Italië | Ronde van Frankrijk | Ronde van Spanje |
| ---- | ---------------- | ------------------- | ---------------- |
| 2007 |                  |                     |                  |
| 2008 |                  | opgave              |                  |
| 2009 |                  |                     |                  |

| Jaar | Milaan-San Remo | Gent-Wevelgem | Ronde van Vlaanderen | Parijs-Roubaix | Amstel Gold Race | Luik-Bast.‑Luik | Ronde van Lombardije | Parijs-Tours | Bretagne Classic |  | Wereldranglijsten |
| ---- | --------------- | ------------- | -------------------- | -------------- | ---------------- | --------------- | -------------------- | ------------ | ---------------- |  | ----------------- |
| 2007 | 57e             |               | 11e                  | opgave         | 70e              |                 | opgave               | 33e          |                  |  |                   |
| 2008 |                 | 41e           | 76e                  |                | 24e              | 99e             |                      |              |                  |  |                   |
| 2009 |                 |               |                      |                | opgave           |                 |                      |              | 10e              |  | 224e (UWK)        |

## Ploegen
- 2005 –  Orbea
- 2006 –  3 Molinos Resort
- 2007 –  Saunier Duval-Prodir
- 2008 –  Scott-American Beef [a]
- 2009 –  Fuji-Servetto
- 2010 –  Centro Ciclismo de Loulé-Louletano (vanaf 26-6)
- 2011 –  Team NetApp

1. ↑  Tot augustus heette de ploeg Saunier Duval-Scott, maar na de positieve dopingtest van Riccardo Riccò tijdens de Ronde van Frankrijk stopte Saunier Duval de sponsoring. In augustus nam Scott Sports de rol als titelsponsor over, met American Beef als cosponsor.

Albizuri · Amuriza · Arrizabalaga · Celis · del Nero · Díaz · Domínguez · Mezo · Otxotorena · A. Pérez · R. Pérez · Villegas · Zubero · Zumeta
Alarcón ·
Belohvoščiks · 
Benítez ·
Bertogliati · 
Camaño ·
Cañada ·
Cobo ·
de la Fuente ·
del Nero ·
Durán ·
Fernández de la Puebla ·
Gil ·
José Ángel Gómez Gómez · 
José Ángel Gómez Marchante ·  
Mayo ·
Lobato ·  
Mazur ·
Mejías ·
Millar ·
Mori ·  
Pagliarini · 
Piepoli · 
Riccò ·
Rinero · 
Simoni ·
Trentin ·
Ventoso ·
Wielinga ·
Zárate ·
González (stagiair) · 
Merino (stagiair) ·
Serrano (stagiair) ·
Wyss (stagiair) 
Alarcón ·
Belohvoščiks · 
Benítez ·
Bertogliati · 
Camaño ·
Capecchi ·
Capelli ·
Cañada ·
Cobo ·
de la Fuente ·
del Nero ·
Durán ·
Fernández de la Puebla ·
Flahaut ·
José Ángel Gómez Gómez · 
José Ángel Gómez Marchante ·  
González ·
Intxausti ·
Jufré ·
Lobato ·  
Mejías ·
Mori ·  
Pagliarini · 
Passeron ·
Piepoli (tot 15/07) · 
Riccò (tot 15/07) ·
Wyss (stagiair)
Bailetti ·
Benítez · 
Camaño ·
Cañada · 
Capecchi · 
Capelli · 
Clarke · 
Cobo · 
de la Fuente · 
del Nero · 
Domínguez (tot 31/05) · 
Durán · 
Fernández de la Puebla · 
Gómez Gómez · 
González · 
Intxausti · 
Jufré · 
Kessiakoff · 
Kišerlovski · 
Mejías · 
Nardello (tot 15/04) · 
Piemontesi · 
Serrano (tot 15/07) · 
Sjpilevski (tot 15/06) · 
Tonti · 
Viganò · 
Walker (tot 31/03) · 
Wurf · 
Merino (stagiair)